# Зруйнуйте цю стіну!
12 червня 1987 року біля Бранденбурзьких воріт президент Сполучених Штатів Рональд Рейган виголосив промову, загальновідому за ключовою фразою в середній частині: «Пане Горбачов, зруйнуйте цю стіну!» Рейган закликав радянського лідера Михайла Горбачова відкрити Берлінська стіна, яка оточувала Західний Берлін з 1961 року.
Наступного дня The New York Times помістила фотографію Рейгана на першій сторінці під заголовком «Рейган закликає Горбачова знести Берлінську стіну». Його вплив на Кремль став широко відомим після падіння Берлінської стіни в 1989 році. У період після холодної війни його часто вважали одним із найбільш пам'ятних виступів американського президента в Берліні після промови Джона Ф. Кеннеді 1963 року «Ich bin ein Berliner». Промову Рейгана написав Пітер Робінсон.

## Передумови
Промова «зруйнуйте цю стіну» не була першим випадком, коли Рейган торкався питання Берлінської стіни. Під час візиту до Західного Берліна в червні 1982 року він заявив: «Я хотів би поставити радянським лідерам одне запитання […] Чому там стіна?». У 1986 році, через 25 років після будівництва стіни, у відповідь на запитання західнонімецької газети Bild-Zeitung, коли, на його думку, стіну можна буде зняти, Рейган сказав: «Я закликаю відповідальних демонтувати її [сьогодні]».
За день до візиту Рейгана в 1987 році 50 000 людей вийшли на демонстрацію проти присутності американського президента в Західному Берліні. У місті після Другої світової війни було розміщено найбільшу поліцію в історії. Під час самого візиту широкі частини Берліна були перекриті, щоб запобігти подальшим протестам проти Рейгана. У цьому відношенні, зокрема, був підданий район Кройцберг, рух у цій частині міста фактично був повністю обмежений (наприклад, лінію U-Bahn U1 було закрито). Про цих демонстрантів Рейган сказав наприкінці своєї промови: «Цікаво, чи вони коли-небудь запитували себе, що якби вони мали такий уряд, якого вони, очевидно, прагнуть, ніхто ніколи не зможе зробити те, що вони роблять знову».
Ця промова викликала суперечки в адміністрації Рейгана, де кілька високопоставлених співробітників і помічників радили відмовитися від цієї фрази, кажучи, що слід опустити все, що може спричинити подальшу напруженість між Сходом і Заходом або потенційно збентежити Горбачова, з яким Рейган побудував хороші стосунки. Американські чиновники в Західній Німеччині та президентські спічрайтери, включаючи Пітера Робінсона, думали інакше. Відповідно до розповіді Робінсона, він їздив до Західної Німеччини, щоб перевірити потенційні місця для виступів, і отримав загальне відчуття, що більшість жителів Західного Берліна виступає проти стіни. Попри те, що пропозиція Рейгана вимагати зняття стіни не мала підтримки, Робінсон залишив цю фразу в тексті промови. У понеділок, 18 травня 1987 року, Рейган зустрівся зі своїми спічрайтерами і відповів на промову словами: «Я вважав, що це був хороший, надійний проект». Глава апарату Білого дому Говард Бейкер заперечив, сказавши, що це звучить «екстремально» і «непрезидентсько», а заступник радника США з національної безпеки Колін Пауелл погодився. Однак, Рейгану сподобався цей уривок, він сказав: «Я думаю, ми залишимо його».
Головний спічрайтер Ентоні Долан дає іншу інформацію про походження репліки, однак приписуючи її безпосередньо Рейгану. У статті, опублікованій в The Wall Street Journal у листопаді 2009 року, Долан докладно розповідає про те, як на зустрічі в Овальному кабінеті, яка відбулася до проекту Робінсона, Рейган сам висунув таку лінію. Він записує враження від власної реакції та тодішньої реакції Робінзона. Це призвело до дружнього обміну листами між Робінсоном і Доланом щодо їхніх різних облікових записів, які опублікувала The Wall Street Journal.

## Промова
Прибувши до Берліна в п'ятницю, 12 червня 1987 року, Рейган і його дружина були доставлені до Рейхстагу, де вони спостерігали за стіною з балкона. Потім о 2:00 Рейган виголосив свою промову біля Бранденбурзьких воріт вечора, перед двома куленепробивними стеклами, що закривали його від Східного Берліна. Серед глядачів були президент Західної Німеччини Ріхард фон Вайцзеккер, канцлер Гельмут Коль і мер Західного Берліна Еберхард Діпген. У промові він сказав:
Ми вітаємо зміни і відкритість, бо віримо, що свобода і безпека йдуть разом, що прогрес людської свободи може лише зміцнити справу миру в усьому світі. Існує один знак, який Радянський Союз може зробити, який буде безпомилковим, який значно просуне справу свободи і миру. Генеральний секретар Горбачов, якщо ви прагнете миру, якщо ви прагнете процвітання для Радянського Союзу і Східної Європи, якщо ви прагнете лібералізації: Підійдіть до цих воріт! Пане Горбачов, відчиніть ці ворота! Пане Горбачов, знесіть цю стіну!

## Реакція та спадщина
Промова отримала «відносно мало висвітлення в ЗМІ», писав журнал Time 20 років потому. Джон Корнблюм, старший американський дипломат у Берліні під час промови Рейгана та посол США в Німеччині з 1997 по 2001 рік, сказав, що «[промова] не була справді піднесена до свого нинішнього статусу до 1989 року, після того, як стіна впала». Комуністичні правителі Східної Німеччини не були вражені, відкинувши промову як «абсурдну демонстрацію холодного воїна», як пізніше згадав член Політбюро Гюнтер Шабовський. Радянське інформаційне агентство ТАСС звинуватило Рейгана у «відверто провокаційній промові, що розпалює війну».
Колишній канцлер Західної Німеччини Гельмут Коль сказав, що ніколи не забуде, як стояв біля Рейгана, коли той викликав Горбачова знести Берлінську стіну. «Він був удачею для світу, особливо для Європи».
В інтерв'ю Рейган стверджував, що поліція Східної Німеччини не дозволяла людям наближатися до стіни, через що громадяни взагалі не могли відчути виступ.
Пітер Робінсон, спічрайтер Білого дому, який написав звернення, сказав, що фраза «знести цю стіну» була натхненна розмовою з Інґеборґ Ельц із Західного Берліна; у розмові з Робінсоном Ельц зауважив: «Якщо ця людина Горбачов серйозно говорить про гласність і перебудову, він може це довести, позбувшись цієї стіни».
У вересні 2012 року в статті в The Atlantic Ліам Хоар вказав на численні причини тенденції американських ЗМІ зосереджуватися на значенні цієї конкретної промови, не зважуючи складність подій, як вони розгорталися як у Східній, так і в Західній Німеччині та в Німеччині. Радянський Союз.
Автор Джеймс Манн не погоджувався ні з такими критиками, як Хоар, які вважали, що промова Рейгана не мала реального ефекту, а також з тими, хто хвалив цю промову як ключ до похитування довіри Радянського Союзу. У 2007 році в статті The New York Times він поставив свою промову в контекст попередніх спроб Рейгана щодо Радянського Союзу, таких як саміт у Рейк'явіку минулого року, який ледь не завершився угодою про ліквідацію американської та радянської влади. повністю ядерну зброю. Він охарактеризував цю промову як спосіб для Рейгана переконати своїх правих критиків, що він все ще жорсткий щодо комунізму, а також знову запросив Горбачова працювати разом, щоб створити «надзвичайно більш спокійну атмосферу, в якій Радянський Союз сидів на своїх руки, коли стіна впала». Манн стверджував, що Рейган «не намагався завдати остаточного удару по радянському режиму і не займався просто політичним театром. Натомість він робив щось інше в той сирий день у Берліні за 20 років [до статті Манна] — він був допомагаючи визначити умови для закінчення холодної війни».
У листопаді 2019 року біля місця виступу відкрили бронзову статую Рейгана.

## Галерея

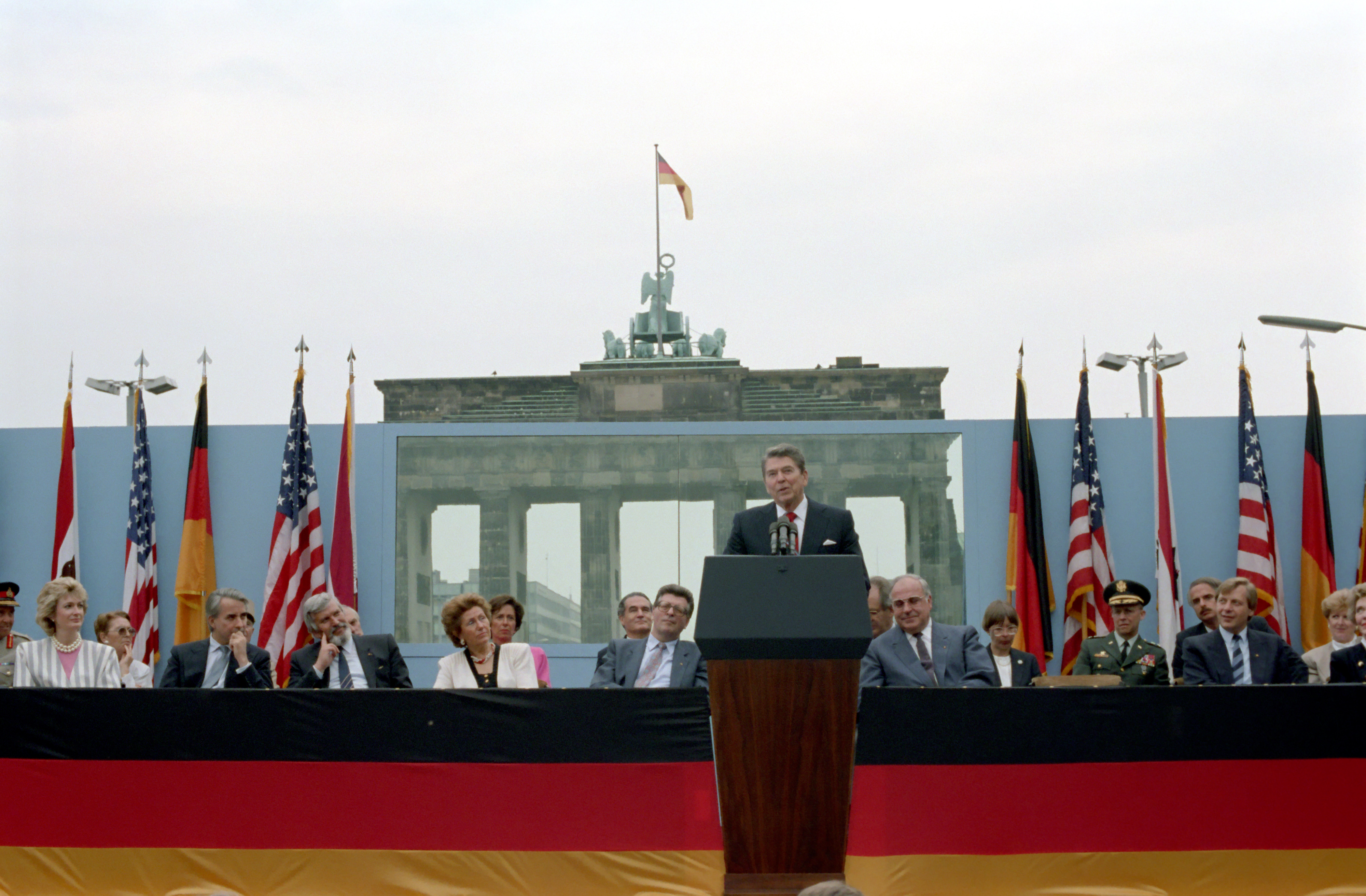
Рейган виступає з промовою
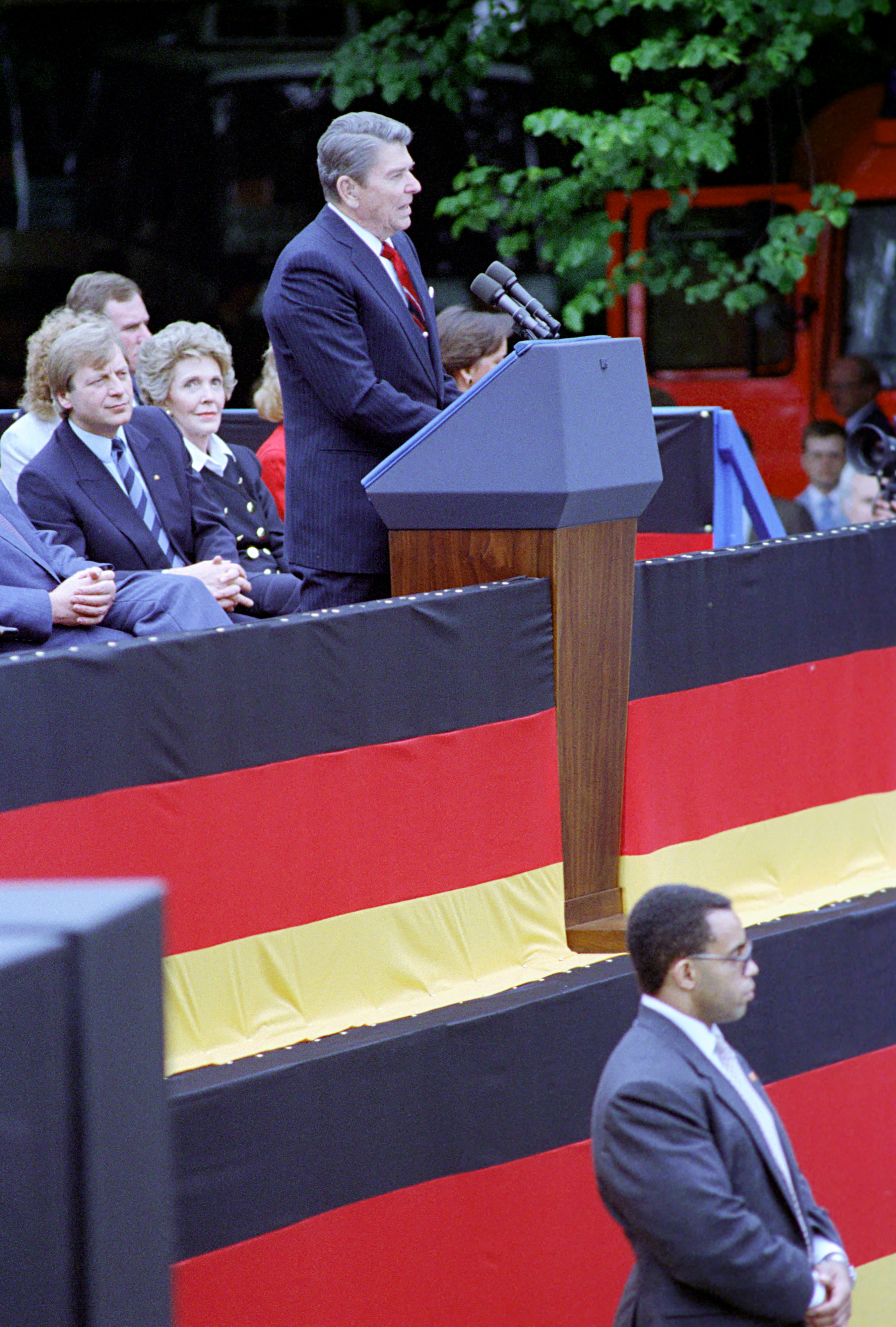
Мер Західного Берліна Еберхард Діпген спостерігає за виступом
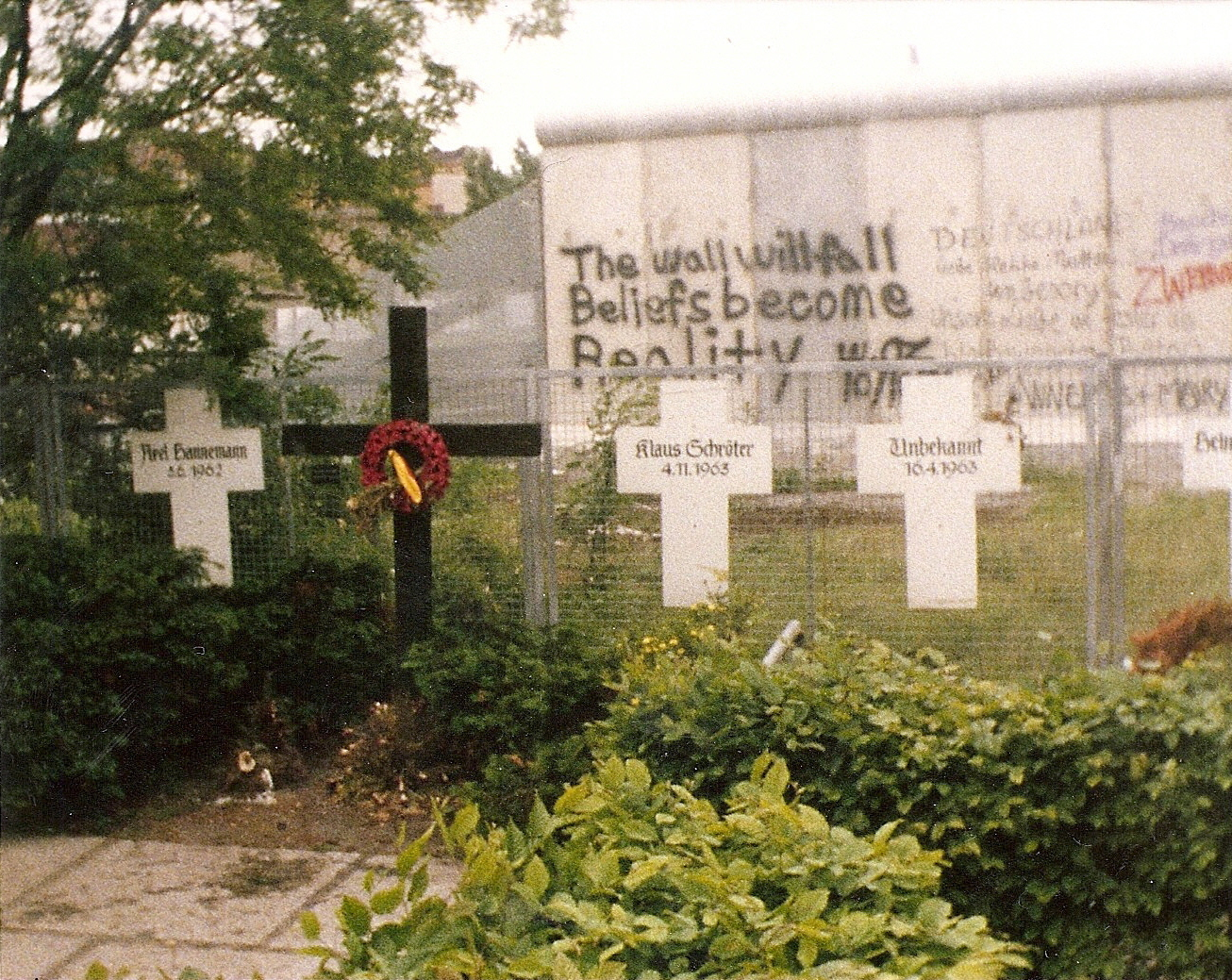
Частина стіни, згадана у промові
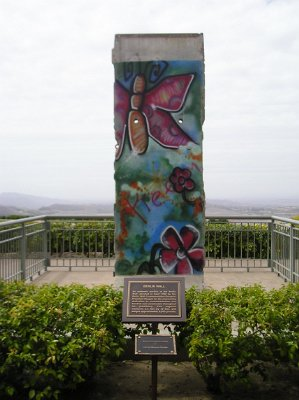
Фрагмент Берлінської стіни знаходиться в Президентській бібліотеці Рональда Рейгана
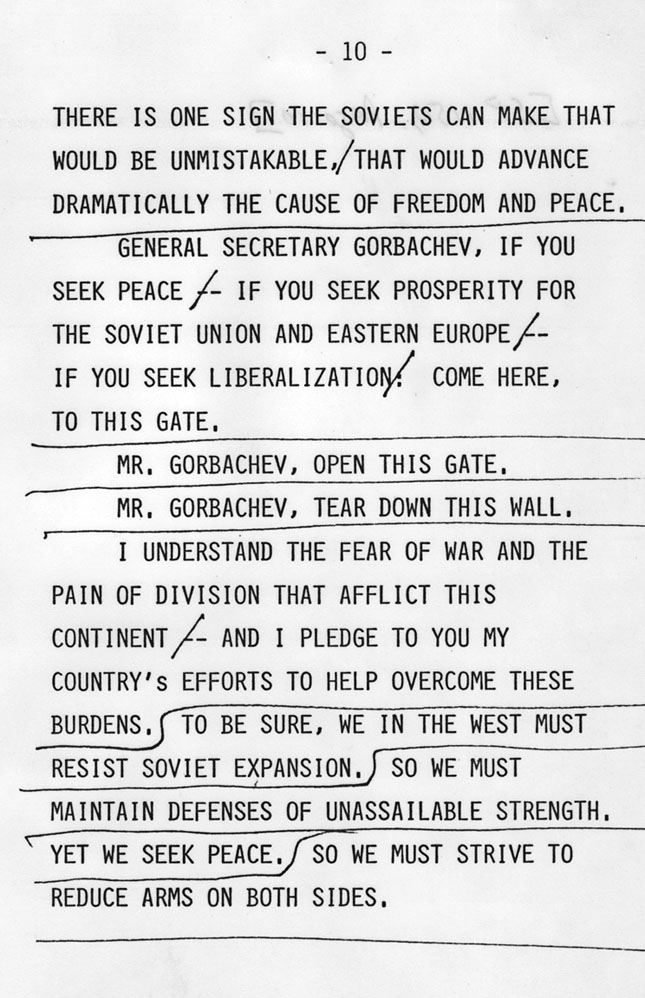
Картка Рейгана з найвідомішою частиною промови

## Подальше читання
- Robinson, Peter (2000). It's My Party: A Republican's Messy Love Affair with the GOP (англ.). Warner Books. ISBN 978-0-446-52665-4.
- C. Kornblum, John (May 2007). Reagan's Brandenburg Concerto. The American Interest(інші мови). Т. 2, № 5. ISSN 1556-5777. OCLC 180161622.
- Ratnesar, Romesh (2009). Tear down this wall: a city, a president, and the speech that ended the Cold War. New York: Simon & Schuster. ISBN 978-1-4165-5690-9.
- W. Daum, Andreas (2000). America's Berlin, 1945‒2000: Between Myths and Visions. Berlin--the new capital in the east : a transatlantic appraisal (PDF). Washington, DC: Johns Hopkins University Press(інші мови). с. 49—73. ISBN 978-0-941-44150-6. OCLC 45217335.
- Daum, Andreas W. (2008). Kennedy in Berlin. Publications of the German Historical Institute. Washington, D.C. : Cambridge ; New York: German Historical Institute(інші мови) ; Cambridge University Press. ISBN 978-0-521-85824-3. OCLC 76901946.